# Carlos Negro
Carlos Negro (Montevideo, 1966) es un abogado, fiscal y político uruguayo perteneciente al Frente Amplio. Desde el 1º de marzo de 2025 se desempeña como ministro del Interior de la República Oriental del Uruguay.

## Biografía
Su padre fue Carlos Negro Avellanal, diputado por la Lista 99 entre 1985 y 1990.
Egresado de la Universidad de la República en 1991 con el título de abogado, siempre se interesó por el derecho penal. Cuenta con décadas de experiencia como fiscal.
En diciembre de 2024 renunció como fiscal y fue presentado como futuro ministro del Interior por parte del presidente electo Yamandú Orsi.